# Colpotrochia maai
Colpotrochia maai là một loài tò vò trong họ Ichneumonidae.